# Maquis du Grésivaudan
Seconde Guerre mondiale
Pendant la Seconde Guerre mondiale, les maquis du Grésivaudan furent un important groupement au sein de la Résistance française. Son tracé suivait principalement la vallée de l'Isère, depuis la frontière savoyarde jusqu'à son arrivée à Grenoble et concernait également la vallée de Vaulnaveys, en passant par Saint-Martin-d'Uriage et Chamrousse.

## Situation et importance des maquis

### Organisation
Pour aborder le sujet de la Résistance en Grésivaudan, il faut en effet parler des maquis du Grésivaudan. Car, de fin 1942 à fin 1944, on compte près de vingt groupes (bataillons) maquisards en Grésivaudan, depuis les pentes pré-savoyardes de Chartreuse (Barraux, Le Touvet, Crolles) et de Belledonne (Allevard, Goncelin, Theys), jusqu'au sommet de Chamrousse et aux limites de la ville de Grenoble (Corenc, La Tronche, Gières).
Les commandants successifs de ce maquis disparate sont: Alphonse Manhaudier (1943), Georges Durand (1943) et Albert Reynier (à partir de début 1944).
Il faut ajouter à cette organisation deux « groupes francs » (GF) coordonnés (dirigés) par Louis Nal: les GF « Henry » et « Petit-Louis », commandés sur le terrain respectivement par Henri Segal et Louis Clavel. Segal remplaça Marius Didier-Roudon après son arrestation à Villard-Bonnot, le 23 mars 1944.
Une autre compagnie, nommée « Dax », est placée sous les ordres directs de Louis NAL en juin 1944. Sur le plateau des Petites Roches, René Amblard, (alias « Daniel ») est à la tête de ce « groupe franc » placé sous la responsabilité de Jean Berfini (alias « Dax »).

## Les débuts
Dès 1942, Jack Quillet créera le premier maquis dans le Grésivaudan. Alphonse Manhaudier constituera, en accord avec Quillet, la structure de ce qui sera pendant plus de deux ans le « Secteur VI Belledonne-Grésivaudan » de la Résistance en Isère, avec les maquisards, les réfractaires au STO et des réfugiés de la zone occupée.
Par ailleurs, Georges Durand, dit « Doris » organise aussi, dès la fin de 1942, le « Secteur II/Chartreuse » aux côtés de son camarade Jean Berfini. Il est en lien avec Gaston Valois.

## 1943
Début 1943, Alphonse Manhaudier (noms de code « Martigues », puis « Évreux ») a pour mission de mettre en place des maquis autour de Grenoble. Il contacte tout d'abord l’abbé Joseph Perrin (alias « Stratus » ou « Paradis ») en Oisans et créé avec lui le premier maquis de l’Oisans.
Avec la mise en place du Service du Travail Obligatoire (octobre 1942), des réfractaires au STO apparaissent dans toutes les régions. Georges Durand est notamment en contact avec Djaafar Khemdoudi, de Lyon, qui parvient à dissimuler des réfractaires et les lui envoyer.
Manhaudier voit alors le nombre de ses recrues augmenter drastiquement et il installe d’autres maquis : dans le Bas-Grésivaudan, du côté de Poliénas et La Rivière, en Chartreuse, vers Saint-Bernard et Saint-Hilaire du Touvet et à proximité du barrage du Chambon. Quatre de ces maquis deviennent des écoles de cadres, placées sous les ordres de Pierre Bardet, (« Vexane », spécialiste des renseignements du maquis).
En août 1943, Gaston Valois, alias « Kléber » (des Mouvements Unis de la Résistance - MUR), confie l’Intendance de ces maquis disparates à Alphonse Manhaudier.
À partir de là, des réseaux de stockage et de distribution des produits se mettent en place. Pour mener à bien sa mission, « Evreux » (Manhaudier) s’appuie sur les groupes francs qui assurent l’approvisionnement en tickets (permettant de se procurer du carburant), en matériel et en nourriture, et sur l’aide de Pierre Benielli, responsable du « Noyautage des Administrations Publiques » (NAP).

## Reconnaissance
L'Association Nationale des Anciens des Maquis du Grésivaudan fut créée dès novembre 1944, quelques semaines après la Libération de la vallée. Elle se trouve à la Résidence Préverger, à La Pierre. En 2019, elle comptait toujours plus de 100 membres, pour la plupart des descendants des maquisards du Grésivaudan.
Le 16 mai 2018, un square en l'honneur de Georges Durand et de son épouse, Ginette, est inauguré à Voreppe.

### Lieux de mémoire
De nombreux lieux de mémoires, éparses, existent au sujet des maquis du Grésivaudan.
Néanmoins une Maison des Maquis du Grésivaudan a été créée au Touvet, rue de la Montagne.

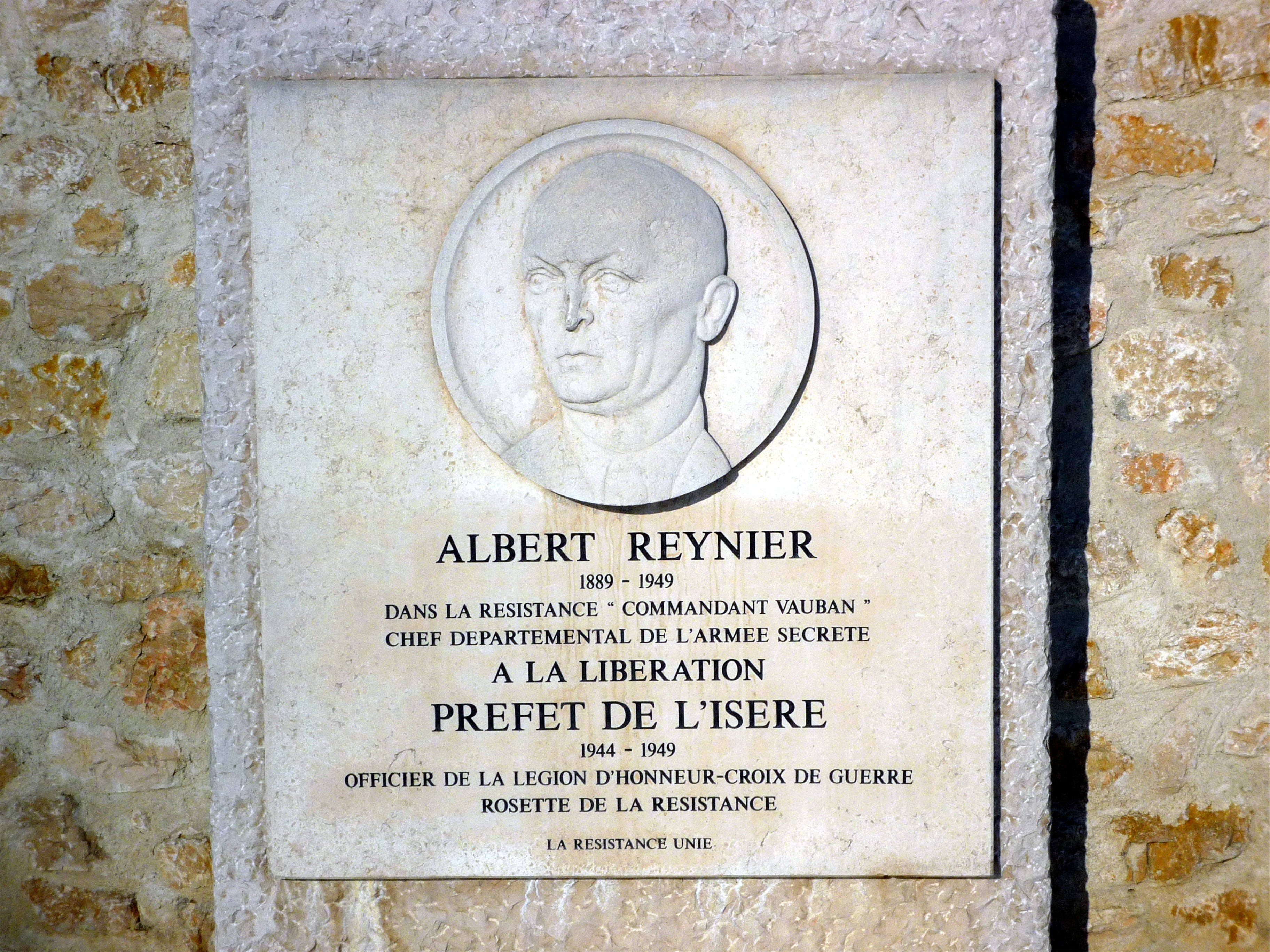
Médaillon-mémorial à Albert Reynier, rue Jules Horowitch sur le polygone scientifique de Grenoble
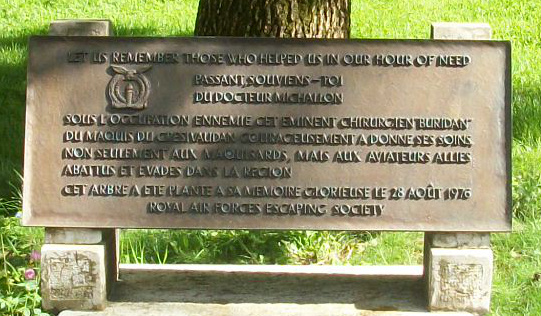
Mémorial au Docteur Michallon, médecin dans un maquis du Grésivaudan, Grenoble (offert par la Royal Air Force)
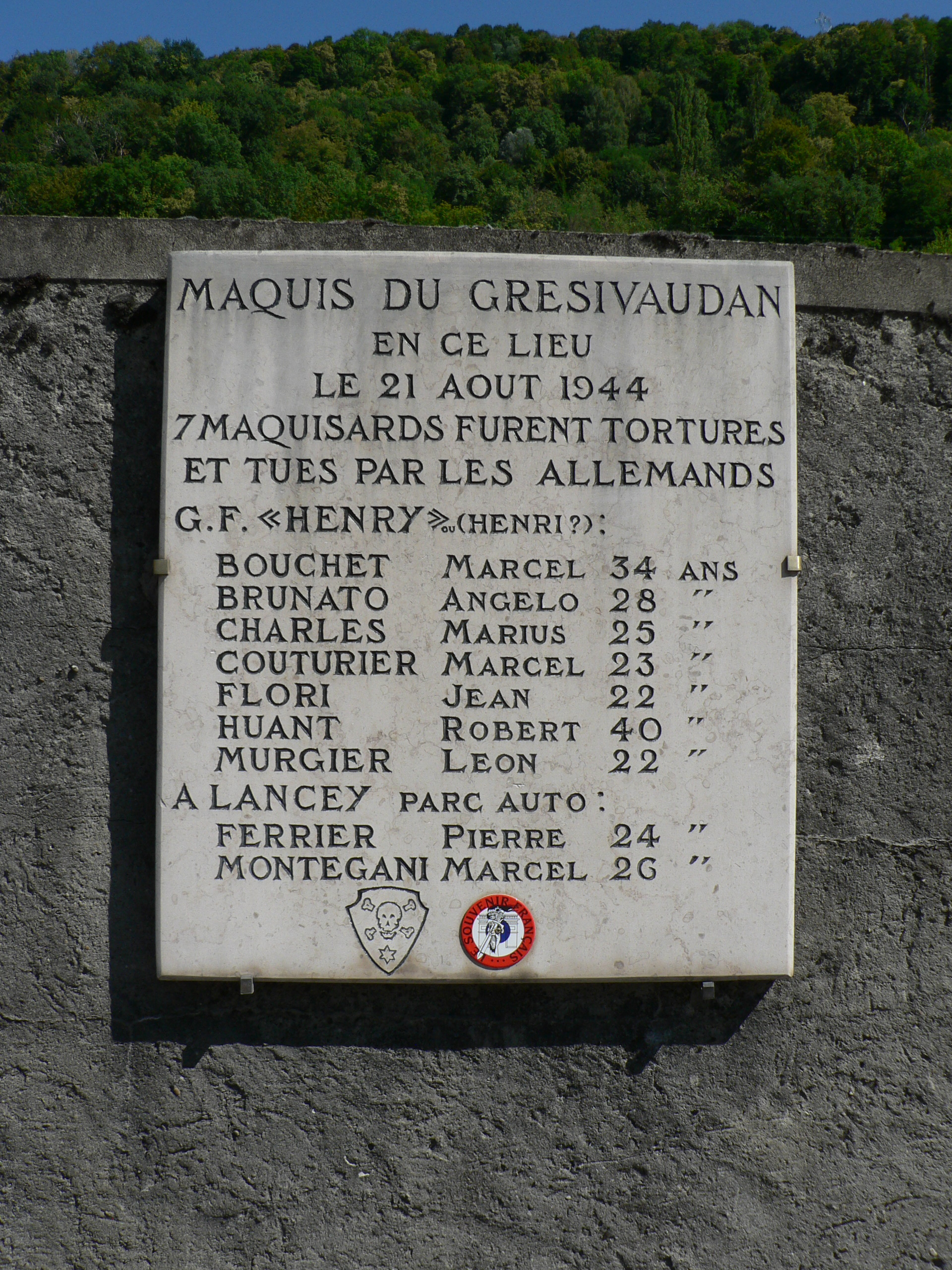
Plaque du maquis de Villard-Bonnot
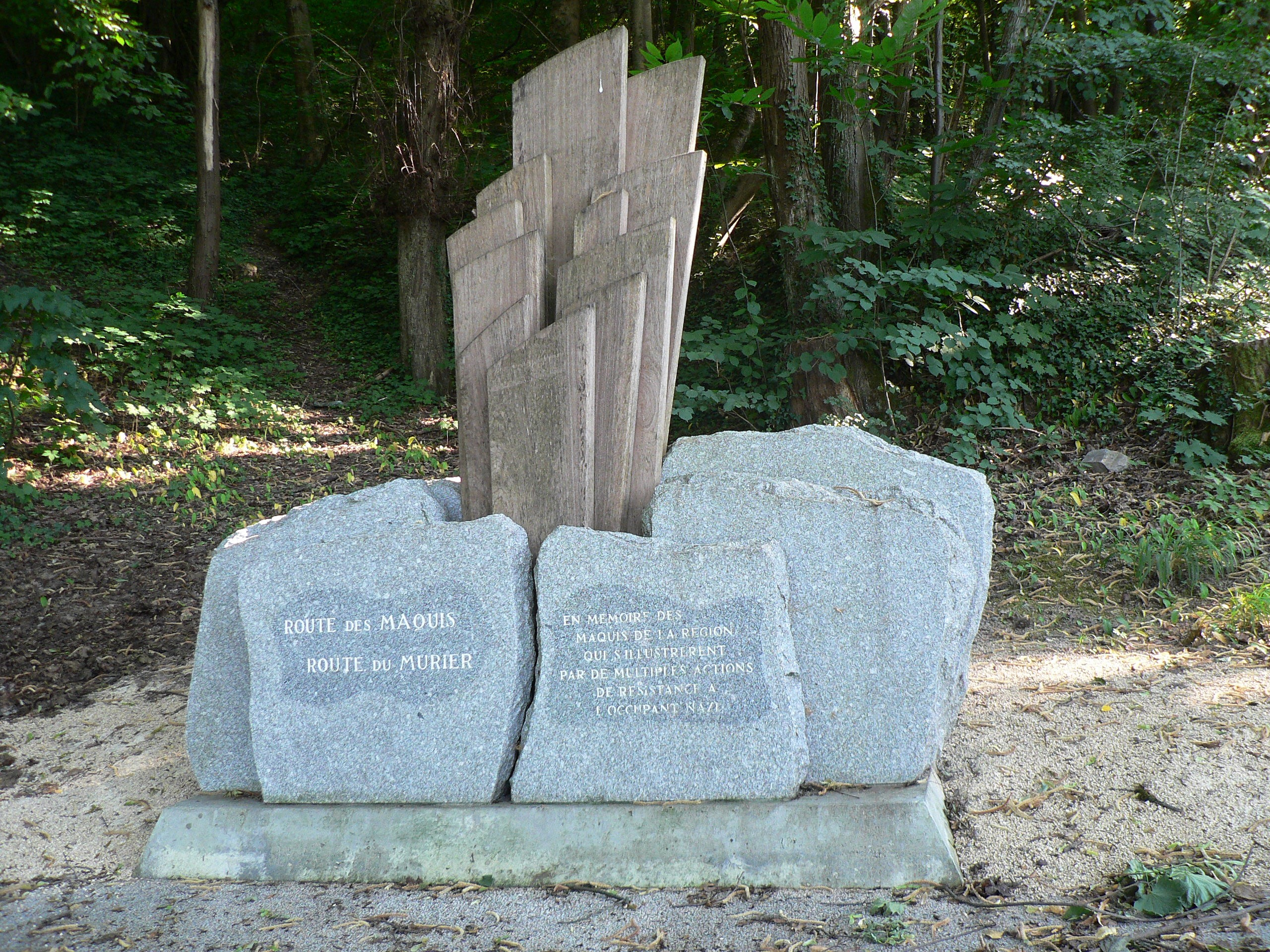
Monument au Maquis de Gières, route des Maquis
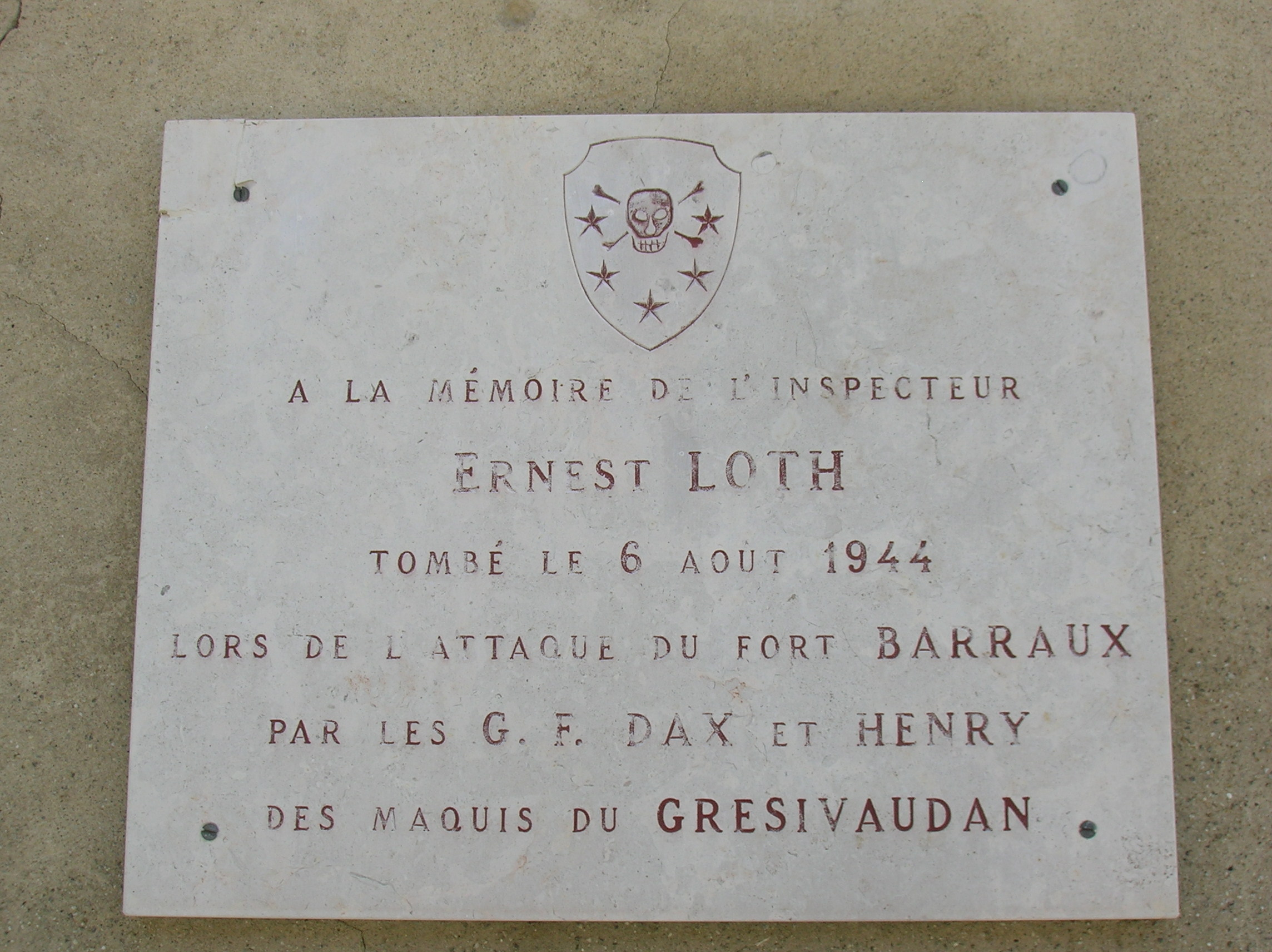
Plaque à la mémoire de Ernest Loth, au Fort Barraux, Barraux
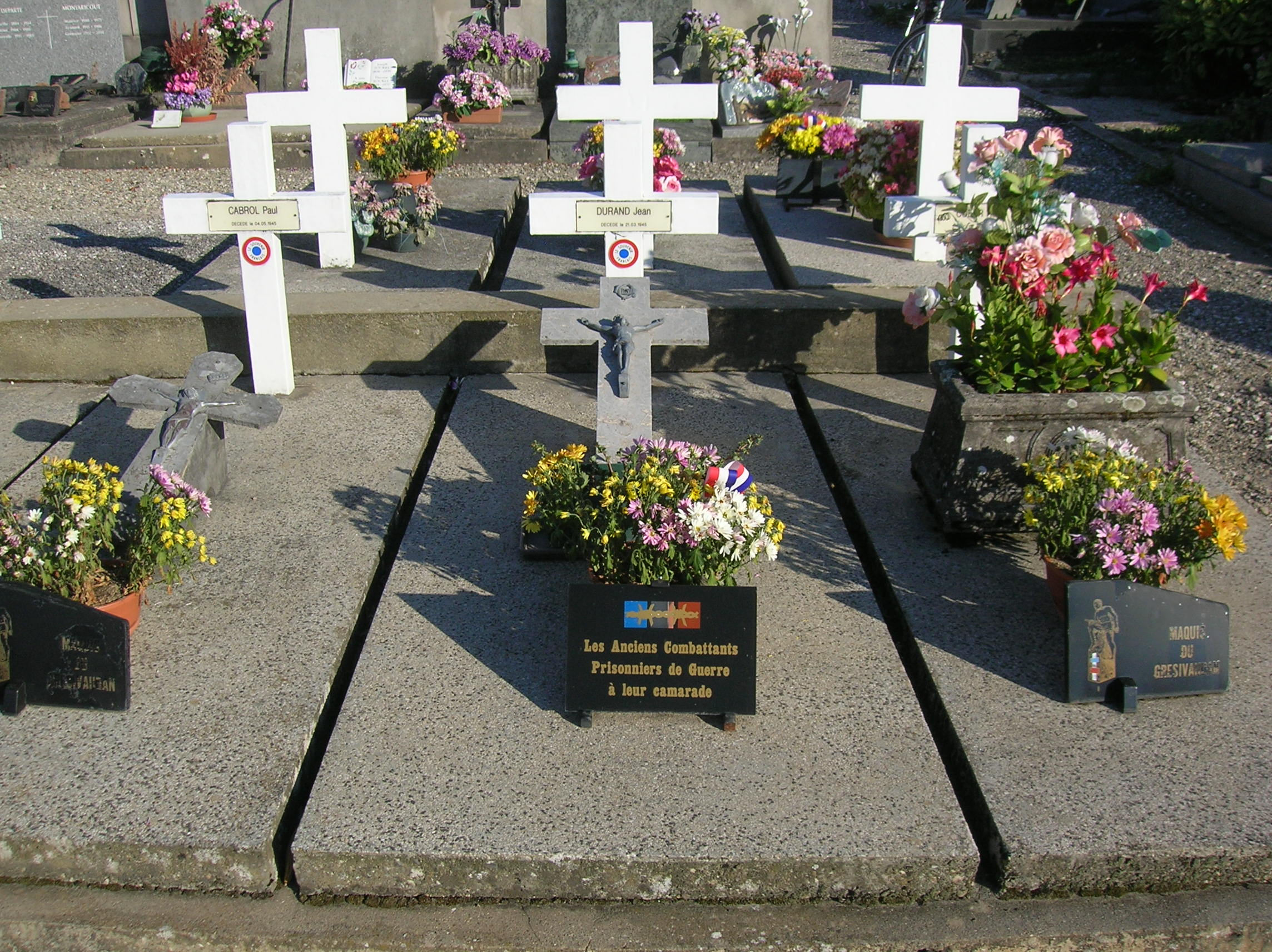
Tombes de maquisards au cimetière de Domène
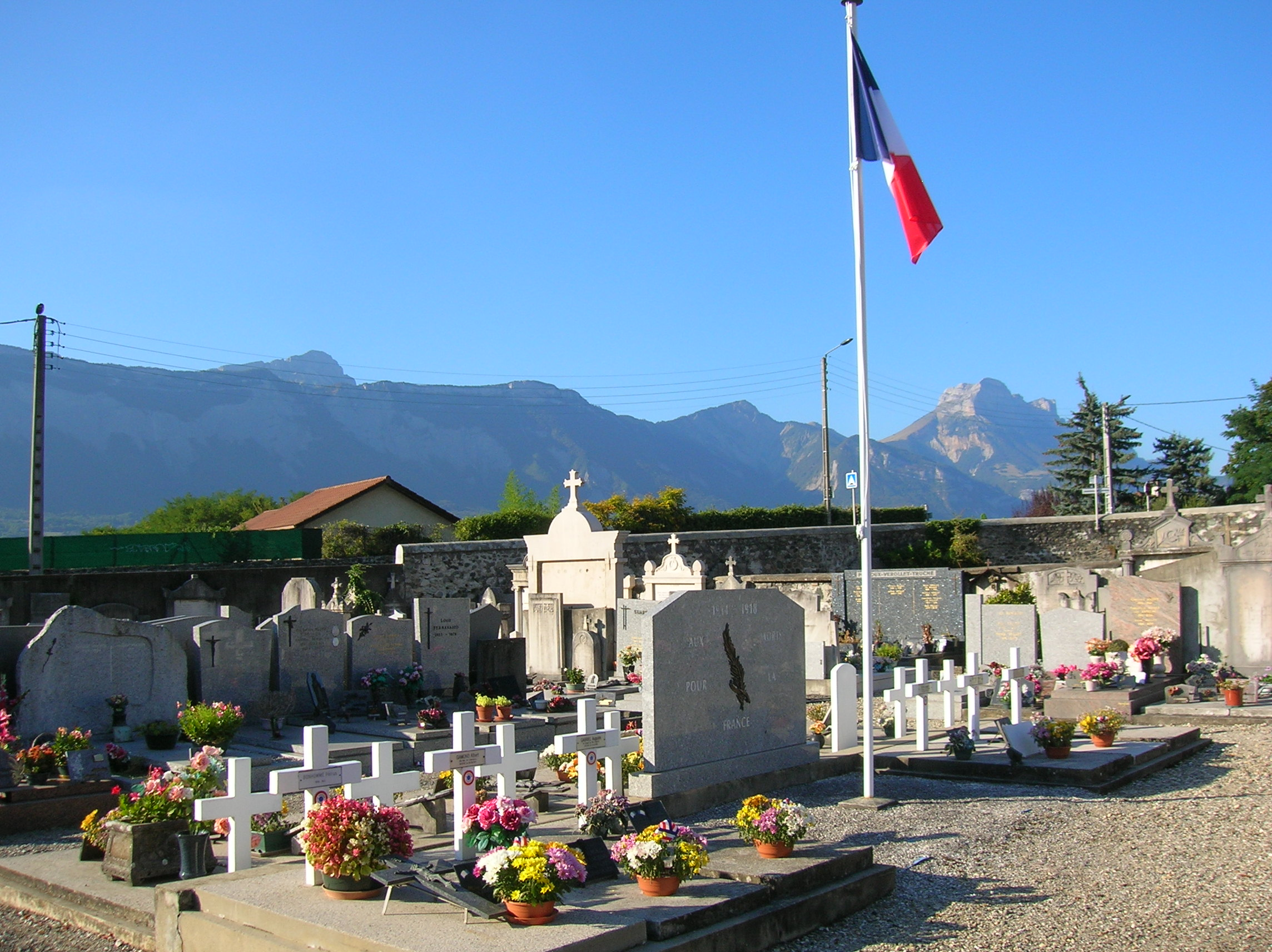
« Carré des Résistants » au cimetière de Domène